# Alberico di Pisançon
Alberico di Pisançon, o di Briançon o di Besançon (fl. XII secolo) è un autore del Medioevo francese. Di lui ci è pervenuto un frammento (le prime 15 strofe) di un poema in octosyllabes, databile al primo terzo del XII secolo. Poiché contiene in germe le posizioni che poi diverrano programmatiche dei romans della cosiddetta matière de Rome, e anche perché afferma esplicitamente di ricercare svago nell otium classico, in un panorama letterario dominato dall'epica e dall'agiografia,  viene considerato il primo romans francese. L'ossatura del componimento è ricostruibile grazie all Alexanderlied (1155 ca.) di Lamprecht, chierico tedesco. Si suppone anche che sia il primo anello di quella catena che ha in seguito portato alle brances che sono alla base del Roman d'Alexandre di Alexandre de Paris.